# Bairdite
La bairdite (simbolo IMA: Bai) è un minerale appartenente alla famiglia dei "solfati" con composizione chimica Pb2Cu2+4Te6+2O10(OH)2(SO4) • H2O.

## Etimologia e storia
La bairdite è stata chiamata così in onore di Jerry A. Baird, collezionista di minerali. Ha fornito numerosi campioni per la ricerca, tra cui uno dei due campioni cotipo di bairdite e uno dei due cotipi di fuettererite.

## Classificazione
Essendo stata approvata come specie minerale a sé nel 2013, quindi non è presente nella nona edizione della sistematica dei minerali di Strunz, che è stata aggiornata dall'Associazione Mineralogica Internazionale (IMA) fino al 2009.
Compare nell'edizione successiva, proseguita dal database "mindat.org" e chiamata Classificazione Strunz-mindat, dove la bairdite è elencata nella classe "7. Solfati (selenati, tellurati, cromati, molibdati, tungstati)" e nella sottoclasse "7.D Solfati (selenati, ecc.) con anioni aggiuntivi, con H2O"; questa è ulteriormente suddivisa in base ai cationi coinvolti e alla struttura del minerale, in modo che la bairdite possa essere trovata nella sezione "7.DF Con cationi di media e grande dimensione" dove forma il sistema nº 7.DF insieme ad alcaparrosaite, aldridgeite, ammoniomathesiusite, carlsonite, cherokeeite, cromschieffelinite, cuprocherokeeite, erssonite, flaggite, haywoodite, poellmannite, siligiite e tzeferisite.
Nella Sistematica dei lapis (Lapis-Systematik) di Stefan Weiß la bairdite è elencata nella classe degli "ossidi" e nella sottoclasse dei "solfiti, seleniti, telluriti"; qui si trova nella sezione dei "tellurati con gruppi [Te6+O6]6- e strutture correlate" dove forma il sistema nº IV/K.15 insieme a agaite, andychristyite, backite, brumadoite, cesbronite, cuzticite, dagenaisite, eckhardite, frankhawthorneite, fuettererite, jensenite, khinite, kuranakhite, leisingite, markcooperite, mcalpineite, mojaveite, montanite, ottoite, paratimroseite, raisaite, timroseite, utahite, xocolatlite, xocomecatlite e yafsoanite.

## Abito cristallino
La bairdite cristallizza nel sistema monoclino con il gruppo spaziale P21/c (gruppo nº 14) con i parametri reticolari a = 14,3126(10) Å, b = 5,2267(3) Å, c = 9,4878(5) Å, β = 106,815(7)°, oltre ad avere 2 unità di formula per cella unitaria.

## Origine e giacitura
La bairdite si forma come minerale secondario nelle vene di quarzo formatosi dall'ossidazione parziale di solfuri e tellururi primari durante o in seguito alla brecciatura delle vene di quarzo; qui è in paragenesi con khinite, cerussite, goethite ed ematite.
La bairdite è un minerale piuttosto raro ed è stato scoperta solo in pochi siti: nei pressi di Baker (contea di San Bernardino, California) e nelle contee di Cochise (Arizona) e di Lincoln (Nevada), tutte negli Stati Uniti; l'unico altro sito noto è in Kazakhstan, nel distretto di Kurshim.

## Forma in cui si presenta in natura
La bairdite si presenta in natura sotto forma di cristalli a forma di diamante e tabulari di dimensioni fino a 250 μm disposti in aggregati subparalleli a ventaglio.
Il minerale ha color verde lime con lucentezza adamantina. Il colore del suo striscio è verde lime pallido.